# Paul Buguet
Mgr Paul Joseph Buguet (25 mars 1843, Bellavilliers - 14 juin 1918, Rome) est un prélat français, fondateur de l'Œuvre expiatoire pour la délivrance des âmes délaissées du purgatoire.

## Biographie

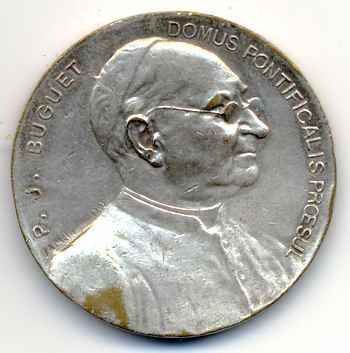
Médaille représentant Mgr Buguet, pour le 25ème anniversaire de la basilique Notre-Dame de Montligeon.

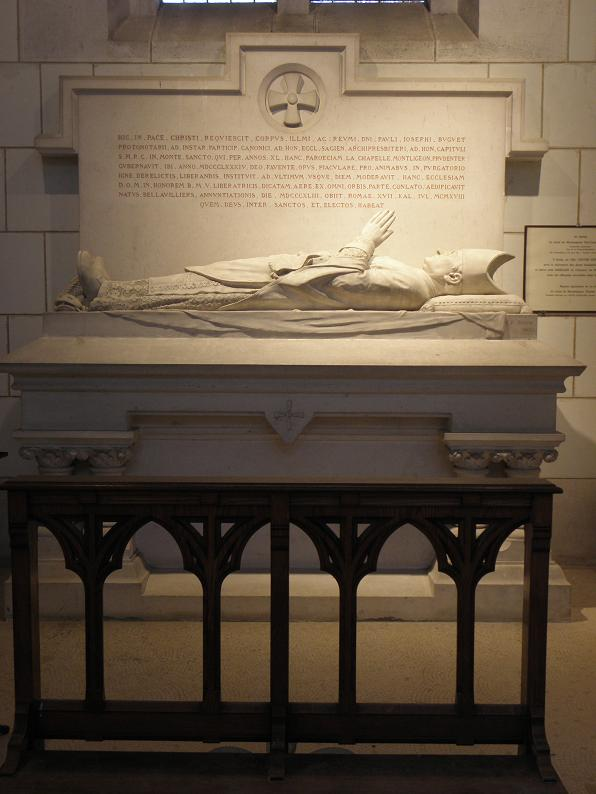
Tombeau de Mgr Buguet, sous la basilique Notre-Dame de Montligeon.

Après des études au collège Saint-Éloi, il rejoint le Grand séminaire de Séez en 1862 puis est ordonné prêtre le 26 mai 1866. Vicaire à Sainte-Honorine-la-Chardonne jusqu'en 1872, puis vicaire et bientôt actif curé de Saires-la-Verrerie, l'abbé Buguet y lance un patronage de jeunes filles et fait construire un nouveau presbytère en 1875.
En 1878, il est éloigné comme curé de La Chapelle-Montligeon, petite commune en déshérence. Il y fait restaurer la paroisse et le lavoir, fait construire un bassin sur la place pour l'alimentation du bourg en eau potable et projette même de créer une ligne de tramway. Deux ans après son installation, où il a trouvé diverses confréries (Charitons, Charité perpétuelle de Saint-Évroult, etc.), il établit dans sa paroisse l'Association de Saint-François-de-Sales et celle de la Propagation de la Foi, ainsi qu'un comité catholique rattaché à l'Œuvre des cercles catholiques d'ouvriers, puis de la Confrérie du Rosaire en 1885.
Formé au séminaire à la prière en faveur des prêtres défunts, lui-même témoin des décès tragiques et prématurés de son frère et de deux nièces, l'abbé Buguet s'inscrit dans la « recharge » de la prière en faveur des âmes du Purgatoire depuis le Second Empire.
En 1884, il obtient de l'évêque de Séez, Mgr François-Marie Trégaro, l'approbation des statuts de l'« Œuvre expiatoire, association  pour la délivrance des âmes délaissées du purgatoire ». La commission administrative se compose de cinq prêtres du même doyenné et d'un secrétaire général, le comte Artus de Bonneval. Deux ans plus tard, l'association s'affilie à l'archiconfrérie romaine Santa Maria in Montesanto. En 1887, se déroule un premier pèlerinage solennel organisé pour prier pour les saintes âmes, le jour choisi étant non pas la fête de la Toussaint mais la fête de Notre-Dame Auxiliatrice, le 24 mai. Cette même année, l'Œuvre Expiatoire met en place les éléments d'une imprimerie afin de publier les bulletins de l'Œuvre. En 1889, l'Œuvre devient Société civile et, en 1894, l'imprimerie et le secrétariat deviennent la « Société anonyme des établissements de La Chapelle-Montligeon », ouverte aux bénéfices. On compte alors trente-et-un ouvriers, mais aussi une douzaine d'employés au secrétariat, laïcs et prêtres.
Le 4 octobre 1893, l'Association de Notre-Dame de Montligeon est érigée en archiconfrérie par le pape Léon XIII, puis, le mois suivant, le cardinal Lucido Maria Parocchi devient cardinal protecteur de l'Œuvre Expiatoire. Elle peut à son tour accueillir d'autres confréries et les faire bénéficier de ses richesses spirituelles. En tant qu'œuvre de messes, elle aide de nombreux diocèses à travers le monde entier à avoir des intentions de messes pour leurs prêtres. C'est là une des clefs de son succès.
Le succès régional du pèlerinage, en un temps où les déplacements sont difficiles, et la réputation de plus en plus internationale de l'Œuvre Expiatoire conduisent l'abbé Buguet à lancer la construction, grâce à de nouveaux dons, d'une nouvelle église, l'église paroissiale se révélant depuis longtemps trop petite pour les rassemblements annuels. Confiés à l'abbé Lecouteux et à l'architecte Tessier, les travaux débutent le 22 septembre 1894, avant que la première pierre de la future basilique Notre-Dame de Montligeon soit bénie le 4 juin 1896. La première messe y est célébrée le 1er juin 1911, dès que l'église est hors d'eau ; le groupe statuaire monumental de Notre-Dame de Montligeon est officiellement placé au-dessus du maître-autel rappelant l'originalité de cette Œuvre : inséparablement eucharistique et mariale. Deux ans plus tard, l'église devient le siège de l'Archiconfrérie des âmes délaissées du Purgatoire. 
Pour son Œuvre, l'abbé Buguet réalise de nombreux voyages missionnaires à partir de 1891, notamment à Rome en 1893 (où il est encouragé par le pape Léon XIII au cours d'une audience privée), au Canada en 1894, en Europe occidentale en 1895, aux États-Unis en 1897, en Europe centrale en 1898 et en Espagne en 1899. Mais c'est surtout l'intense travail des zélateurs et zélatrices, des secrétaires, des interprètes, des Bulletins et des livres sortis de l'imprimerie qui assurent l'internationalisation de l'Œuvre.
Nommé chanoine honoraire de la Cathédrale Notre-Dame de Sées par Mgr François-Marie Trégaro, le 18 mai 1893, l'abbé Buguet est nommé prélat de Sa Sainteté, le 8 février 1902, puis, le 13 juin 1904, protonotaire apostolique. Dans un Motu Proprio du 23 octobre 1910, le pape Pie X place « sous sa spéciale protection et celle de ses successeurs » l'Œuvre Expiatoire et lui concède l'usage de la basilique Santa Maria in Montesanto.
Le 14 juin 1918, deux ans après son jubilé sacerdotal, Mgr Buguet meurt épuisé à Rome. Ses obsèques se déroulent dans la basilique Santa Maria in Montesanto (dont il était archiprêtre honoraire) le 17 juin, avant que son corps, d'abord inhumé au Campo Verano en raison de la Première Guerre mondiale, soit transféré dans la crypte de l'église Notre-Dame de Montligeon le 16 novembre 1921, en la fête de Notre-Dame Libératrice, où il repose encore. Cette église fut achevée par le second successeur de Mgr Buguet, Mgr Lemée ; elle devint basilique mineure en 1928.

### Sources
- Abbé Eugène Labelle, Mgr Buguet et l'Œuvre de Montligeon, 1935.
- Guillaume Cuchet, Le Crépuscule du Purgatoire, 2002.